# Конус географічний
Конус географічний (Conus geographus) — вид черевоногих молюсків з родини Conidae.

## Опис

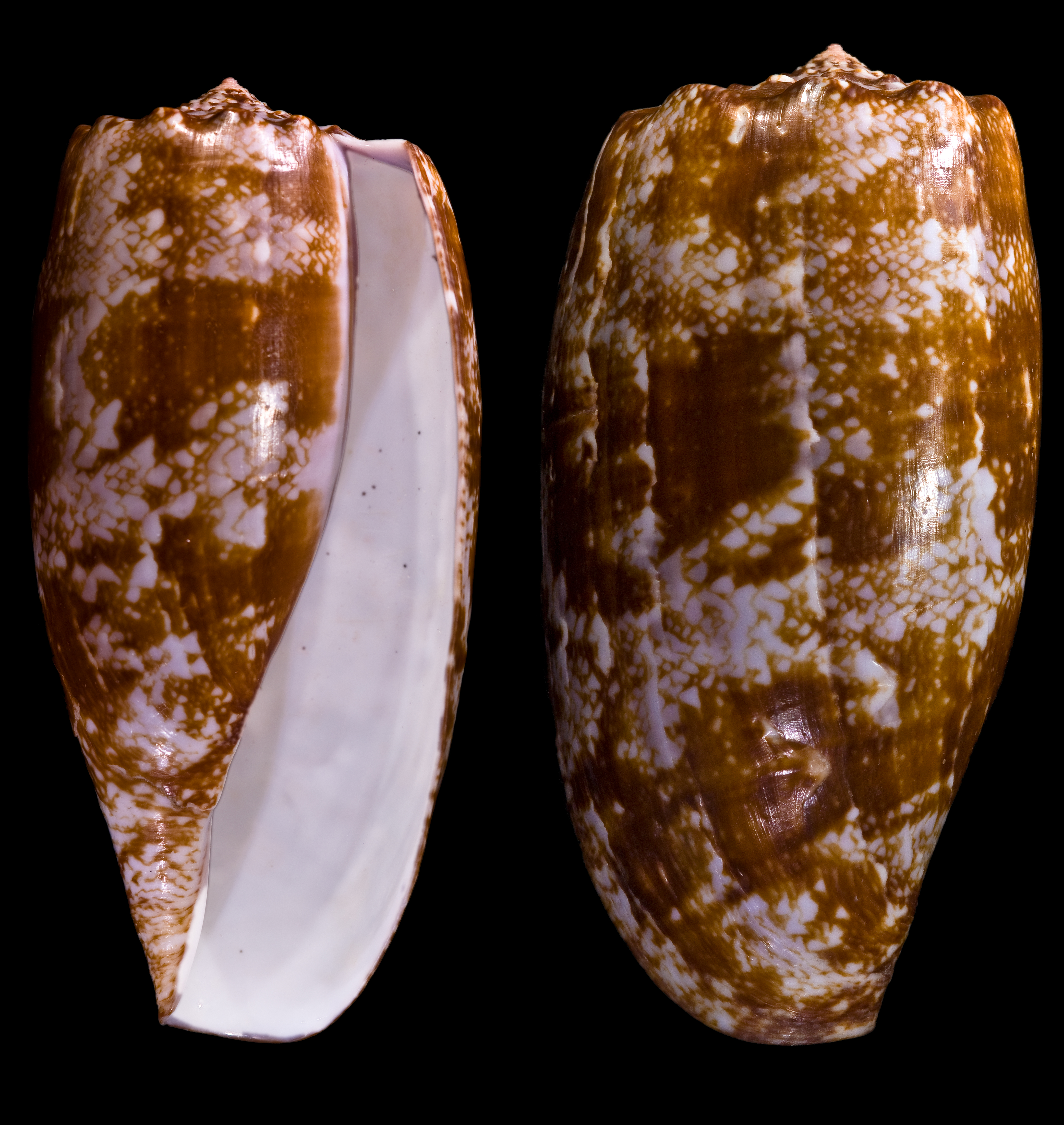
Раковина молюска

Черепашка завдовжки 43-166 мм. Черепашка велика, овально-конічної форми, товстостінна, роздута, асиметрична. Поверхня черепашки гладка. Загальне забарвлення білувате або бежеве, з тонкою «в'яззю» і розпливчастими плямами коричневого кольору — візерунком, що нагадує географічну карту. Вершина черепашки невисока, з невиразною короною. Черепашка, як і у інших рибоїдних видів, має розширене устя.

## Ареал
Тропічний Індо-Тихоокеанський регіон. Від Червоного моря до Японських островів (острів Ізу), включаючи акваторію Індії, Австралії і Філіппін .

## Біологія
Молюски зустрічаються на мілководних ділянках коралових рифів, зазвичай на коралах і між ними. Віддає перевагу піщаним грунтам, хоча зустрічається і в зоні круч, під камінням. Хижак — активно полює на риб, іноді — на молюсків .
Помітивши здобич за допомогою осфрадія, спеціального чутливого органу, конус повільно наближається до неї. Здобич вбиває за допомогою отрути, яку впорскує в тіло жертви за допомогою спеціального органу. Отрута має нервово-паралітичну дію. Радула має зуби, видозмінені під гарпун — загострені кінці забезпечені гострими спрямованими назад шипами. Усередині гарпуна проходить порожнина, поєднана з отруйною залозою. Зуби сидять двома рядами, по одному зубу з кожного боку пластинки радули. Коли конус виявляє здобич, один зуб радули виходить з глотки, його порожнина заповнюється секретом отруйної залози, проходить хобот і затискається на кінці цього хобота. Потрапляючи в організм жертви, токсин знижує рівень глюкози в крові, викликаючи стан гіпоглікемічної коми . Смерть від укусу може наступити протягом декількох хвилин. Швидкодія токсину пояснюється рекордно коротким типом інсуліну в його складі.
Після укусу і упіймання здобичі молюск розтягує свій рот-воронку і проковтує здобич цілком. Розміри здобичі можуть бути величезні. У деяких випадках якщо конус зустрічає малорухомих тварин, наприклад сплячу рибу, він просто засмоктує її без укусу.

## Географічний конус і людина

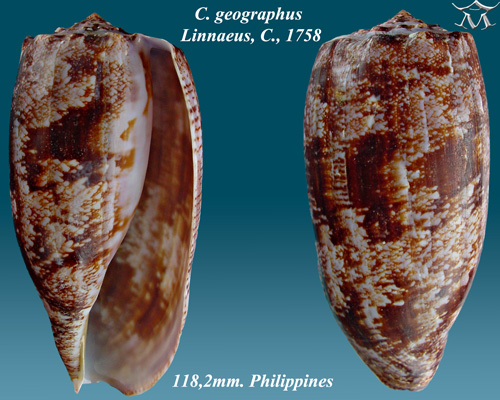
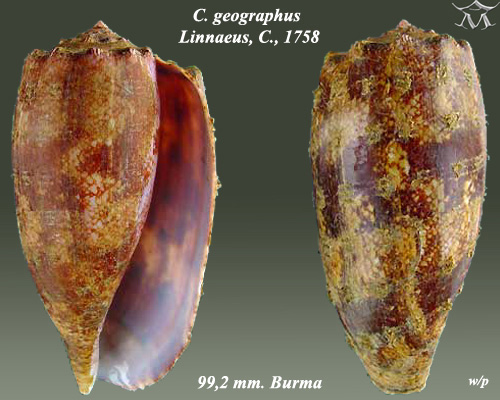
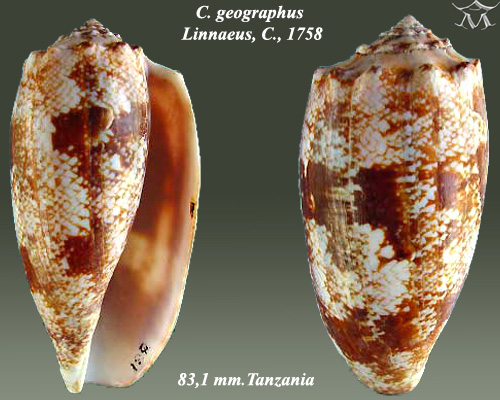
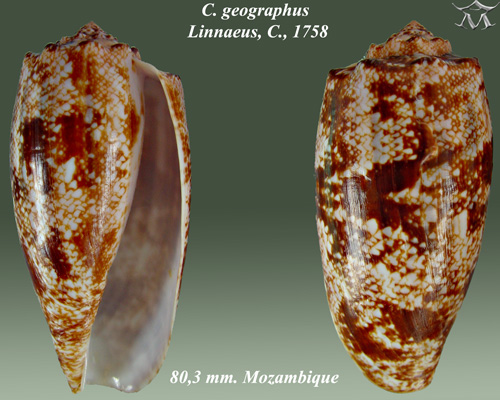

Отрута цього виду конусів є смертельною для людини. На відміну від більшості інших видів роду, які ховаються в раковину при турбуванні і дотику до них, географічний конус, навпаки, проявляє сильну агресію. Майже всі достовірні описи летальних випадків, викликаних отрутою конусів, приписуються до географічного конуса. Напівлетальна доза LD50 за різними даними становить 0,001-0,003 мг/кг або 0,012-0,03 мг/кг, що робить географічного конуса однією з найбільш токсичних тварин в світі.
Укол конуса викликає гострий біль і оніміння в місці ураження. Місце укусу спочатку блідне, а потім розвивається синюшність. Відчуття оніміння часто поширюється на інші ділянки тіла. У важких випадках можливі непритомність, спастичний параліч скелетної мускулатури, серцева недостатність та ін. Специфічних препаратів для лікування наслідків укусу конуса немає.
Інсулін у складі токсину конусів добре взаємодіє з рецепторами людини та активує сигнальний шлях, необхідний для засвоєння глюкози клітинами. За оцінками, в організмі його дія почалася б приблизно через 5 хвилин — тобто в три рази швидше, ніж у випадку найшвидшого з існуючих медичних препаратів. Вивчення кристалічної 3-D-структури інсуліну, витягнутого з токсину цього виду, показало потенційний спосіб створення більш швидкого інсуліну для лікування цукрового діабету.